# Fama (programa de televisão)
Fama foi um talent show brasileiro produzido pela TV Globo e exibido de 27 de abril de 2002 até 17 de setembro de 2005, em quatro temporadas. O programa foi uma versão do programa Operación Triunfo, do canal espanhol La 1. Nas duas primeiras temporadas foi apresentado por Angélica e Toni Garrido, vocalista do grupo Cidade Negra. A partir da terceira temporada apenas a apresentadora permaneceu comandando o programa.

## Produção
O programa é a versão do talent show espanhol Operación Triunfo, exibido originalmente pela Televisión Española, o qual a emissora adquiriu os direitos de produzir uma versão em janeiro de 2002. Originalmente a emissora pretendia estrear o programa em 11 de maio de 2002, porém decidiu adiantar e estrear no mesmo dia e horário que o Popstars, do SBT, para não perder o título histórico de primeiro talent show brasileiro para a concorrente. Angélica foi escolhida como apresentador após finalizar sua carreira voltada ao público infantil e redireciona-la para o público jovem-adulto no Vídeo Game, reforçando a nova imagem no Fama. Samuel Rosa, do Skank, e Rogério Flausino, do Jota Quest, foram convidados para comandar o programa ao lado da apresentadora, porém recusaram por não se interessarem por televisão. Rodrigo Faro gravou um programa piloto e chegou a ser informado que havia sido escolhido, porém logo depois a direção decidiu dar a coapresentação para Toni Garrido, do Cidade Negra.
A primeira temporada recebeu 5 mil inscritos – número considerado modesto, uma vez que o PopStars do SBT havia tido 30 mil inscritos, mesmo sendo restrito a competidores do sexo feminino – e os escolhidos foram anunciados em pleno horário nobre ao vivo no Fantástico. Devido a boa recepção, o programa contou com uma segunda temporada no mesmo ano, entrando no ar no mesmo dia que foi anunciado a vencedora da primeira edição. A terceira temporada foi exibida apenas em 2004, trazendo grandes diferentes por não haver mais jurados, ficando nas mãos do público a avaliação, votando pelo telefone em notas de 0 a 10 para cada apresentação, das quais seriam definidos o mais votado como imune na semana seguinte e os dois menos votados como indicados à zona de risco de eliminação. Além disso a eliminação passou a não ocorrer mais no mesmo dia, apenas na semana seguinte, quando os dois indicados à eliminação duelavam com uma mesma canção e, o menos votado, era eliminado logo no início do programa, enquanto o escolhido para ficar se juntava aos demais para a apresentação semanal. Angélica passou a apresentar o programa sozinha.
Na quarta temporada, as inscrições puderam ser feitas também pela internet primeira vez. Diferente das edições anteriores, as audições presenciais não ocorreram nos Estúdios Globo, mas sim quatro capitais: os selecionados do sudeste compareceram em São Paulo, os do nordeste em Recife, do norte e centro-oeste em Brasília e do sul em Porto Alegre. Após três fases de seletivas, os 40 pré-aprovados – dez de cada capital correspondente – se apresentaram em uma última etapa em formato de show aberto ao público e transmitida ao vivo em 11 de julho de 2005. Angélica comandou as apresentações dos dez concorrentes do sudeste no Memorial da América Latina; Ana Furtado apresentou os do nordeste Universidade Federal de Pernambuco; Renata Ceribelli ficou responsável pelo show dos candidatos do norte e centro-oeste no Teatro Villa-Lobos de Brasília; já Fernanda Lima transmitiu os sulistas diretamente do Pontifícia Universidade Católica do Rio Grande do Sul. O programa voltou a contar com um corpo de jurados – na temporada anterior o cargo havia sido extingo – formato por Carlos Magalhães, Guto Graça Mello e Luciana Mello, que davam conselhos sobre as apresentações e escolhiam quem seria imunizado em cada semana, embora o poder de decisão das duas piores apresentações que iriam para a berlinda continuasse nas mãos do público.

## O programa
No Fama, os participantes competem pela oportunidade de assinar com uma gravadora, gravar um álbum e ter seu trabalho divulgado para todo o Brasil, se tornando o novo ídolo musical do país. Durante o tempo do programa eles ficavam confinados na Academia Fama, uma casa que contava com diversas câmeras – exceto nos dormitórios e banheiros, diferente dos reality shows – e trazia ainda estúdios de gravação, academia e salas para aulas de voz, teatro e expressão corporal. Na casa os participantes tinham que se dedicar 8h por dia obrigatoriamente às aulas aulas de canto, expressão corporal, interpretação e dança, além de sessões diárias com fonoaudiólogos, psicólogos, preparador físico e aulas de cultura musical, além do auxílio nas dificuldades técnicas de voz.

## Exibição
O programa era exibido aos sábados às 16h com uma hora de duração, substituindo a Sessão de Sábado. De segunda à sexta-feira um compacto de 5 minutos era exibido antes do seriado Malhação mostrando o que tinha ocorrido na semana anterior fragmentado em cinco partes.

## Temporadas
| #   | Exibição original                    | Finalistas      | Finalistas    | Finalistas       |
| --- | ------------------------------------ | --------------- | ------------- | ---------------- |
| #   | Exibição original                    | Vencedores      | 2.º lugar     | 3.º lugar        |
| 1.ª | 27 de abril – 6 de julho de 2002     | Vanessa Jackson | Nalanda       | Adelmo Casé      |
| 2.ª | 6 de julho – 17 de agosto de 2002    | Marcus Vinícius | Maíra Lemos   | Danny Nascimento |
| 3.ª | 5 de junho – 7 de agosto de 2004     | Tiago Piquilo   | Cídia Luíze   | João Sabiá       |
| 4.ª | 16 de julho – 17 de setembro de 2005 | Fábio Souza     | Evelyn Castro | Shirle de Moraes |

## Equipe

### Apresentadores
| Nome         | Temporadas | Temporadas | Temporadas | Temporadas |
| Nome         | 1.ª 2002   | 2.ª 2002   | 3.ª 2004   | 4.ª 2005   |
| ------------ | ---------- | ---------- | ---------- | ---------- |
| Angélica     |            |            |            |            |
| Toni Garrido |            |            |            |            |

### Jurados
| Nome                 | Temporadas | Temporadas | Temporadas | Temporadas |
| Nome                 | 1.ª 2002   | 2.ª 2002   | 3.ª 2004   | 4.ª 2005   |
| -------------------- | ---------- | ---------- | ---------- | ---------- |
| Guto Graça Mello     |            |            |            |            |
| Helio Costa Manso    |            |            |            |            |
| Ivo Meirelles        |            |            |            |            |
| Lilian Secco         |            |            |            |            |
| Maria Carmem Barbosa |            |            |            |            |
| Monika Venerabile    |            |            |            |            |
| Carlos Magalhães     |            |            |            |            |
| Luciana Mello        |            |            |            |            |

### Professores
| Nome               | Cargo                 | Temporadas | Temporadas | Temporadas | Temporadas |
| Nome               | Cargo                 | 1.ª 2002   | 2.ª 2002   | 3.ª 2004   | 4.ª 2005   |
| ------------------ | --------------------- | ---------- | ---------- | ---------- | ---------- |
| Ana Kfouri         | Expressão corporal    |            |            |            |            |
| Rossela Terranova  | Expressão corporal    |            |            |            |            |
| Felipe Abreu       | Canto                 |            |            |            |            |
| Guilherme Linhares | Preparador físico     |            |            |            |            |
| Monique Aragão     | Interpretação         |            |            |            |            |
| Angela de Castro   | Fonoaudiologia        |            |            |            |            |
| Renato Vieira      | Coreografia           |            |            |            |            |
| Leonel Kaz         | Cultura musical       |            |            |            |            |
| Analice Gigliotti  | Psicologia            |            |            |            |            |
| Liliane Secco      | Dificuldades vocais   |            |            |            |            |
| Madalena Bernardes | Canto e interpretação |            |            |            |            |
| Marília Costa      | Fonoaudióloga         |            |            |            |            |
| Cláudio Bahiano    | Preparador físico     |            |            |            |            |

## Audiência
A primeira temporada de Fama retomou a liderança do horário para a emissora, uma vez que o Programa Raul Gil, na RecordTV, costumava a abrir margens de 19 pontos contra 10, sendo que o talent show conseguiu atrair o público e reverter os números, atingindo marcas de 21 pontos contra 10 da concorrente. A segunda temporada estreou com 19 pontos de audiência. Os compactos semanais chegavam a atingir 30 pontos, impulsionados pelo seriado Malhação. A semifinal atingiu 19 pontos, embora a final tenha sido menor, conquistando 17 pontos. A terceira temporada estreou com 16 pontos. A temporada registrou uma média geral maior que as anteriores, compilando 17 pontos, enquanto as duas primeiras tiveram 16 no total de exibição. A quarta e última temporada, porém, teve grandes dificuldades para se estabelecer e passou a ficar em segundo lugar na audiência contra o Programa Raul Gil, marcando médias de apenas 9 pontos.

## Controvérsias

### Denúncias de Vanessa Jackson
Apesar de ter ganho a edição, Vanessa Jackson passou por diversos problemas com a Rede Globo, uma vez que foi impedida de se apresentar em outras emissoras, embora também não tivesse espaço para cantar nos próprios programas do canal: "Esta exclusividade prejudica qualquer carreira. O Silvio Santos saberia fazer o Fama muito melhor. As meninas do Rouge vão em vários canais; eu não sou convidada nem mesmo pro que me revelou". Em entrevista, a cantora alegou que o contrato de exclusividade com a Globo lhe rendia apenas R$ 200 mensais – salvo os valores ganhos com shows e vendas de álbuns – e que a emissora não havia cumprido com as obrigações de divulgação de seu trabalho, uma vez que ela gravado um apenas um videoclipe, o qual foi exibido somente no Operación Triunfo – programa espanhol que deu origem ao Fama – para exaltar o sucesso do formato pelo mundo, porém nunca chegou a ser lançado comercialmente no Brasil, atrapalhando o alcance de seu trabalho.
Vanessa também revelou que foi proibida de continuar morando no Cohab Raposo Tavares, bairro periférico da capital paulista, uma vez que a direção considerava que isso ia "queimar o filme do programa" por ela ter se tornado uma artista e as pessoas esperarem que ela vivesse de forma grandiosa, embora sua moradia em um bairro de classe alta tivesse que ser custeado pela própria, sem ajuda dos que haviam exigido. Na época a emissora confirmou as informações, alegando que eram exigências contratuais do formato.

### Expulsão de Maryanna Novaes
A segunda temporada ficou marcada pela expulsão da participante Maryanna Novaes logo na primeira semana, fato este que nunca veio a se repetir em talent shows brasileiros. Segundo a direção, a expulsão ocorreu pela competidora se recusar a participar de aulas de expressão corporal e dança, alegando que estava lá "só para cantar", além de reclamar das técnicas vocais ensinadas e se negar a cantar as músicas escolhidas. Em 16 de julho, dez dias após o início, foi anunciado que Maryanna havia sido retirada do programa por indisciplina e por não cumprir os regulamentos a pedido dos próprios especialistas, que disseram que ela estava tumultuando os ensaios e atrapalhando os demais participantes. Rogério Midlej, que havia ficado entre os 32 pré-selecionados, foi escolhido para entrar no lugar de Maryanna a a partir da segunda semana.